# Ubide
Ubide en basque ou Ubidea en espagnol est une commune de Biscaye dans la communauté autonome du Pays basque en Espagne.
Le nom officiel est de la ville est Ubide.

## Géographie

### Quartiers
Le seul quartier d'Ubide est San Juan.

### Sources
- (es) Cet article est partiellement ou en totalité issu de l’article de Wikipédia en espagnol intitulé « Ubidea » (voir la liste des auteurs).